# William Borough
William Borough (* 1536 in Northam, Devonshire; † 1599) war ein englischer Entdeckungsreisender, Marineoffizier, Kartograf und Autor eines Werkes zur Kompassabweichung.

## Leben
Er war Bruder des älteren Stephen Borough. Im Alter von sechzehn Jahren ging er zur See und machte als einfacher Seemann unter seinem Bruder die Forschungsreise von Richard Chancellor und Hugh Willoughby in die Arktis zur Suche nach der Nordostpassage nach Asien mit. Dies war die erste englische Reise in das nördliche Russland. Im Jahr 1556 begleitete er seinen Bruder erneut in die Arktis. Sie waren die ersten Westeuropäer, die den Eingang zur Karastraße erreichten. Er zeichnete einen Teil einer Karte von Russland, die erstmals 1562 erschienen ist.
Später nahm er für die Muscovy Company an der jährlichen Handelsfahrt nach Russland teil. Er bekämpfte 1570 als Befehlshaber von dreizehn Schiffen Piraten auf der Russlandroute. In den Jahren 1574 und 1575 bereiste er die Russlandroute als Beauftragter der Gesellschaft. Dabei machte er auch Reisen ins Innere Russlands, unter anderem nach Moskau.
Auf Basis von Notizen, die er auf seinen Russlandreisen gemacht hatte, schrieb er 1581 A Discourse of the Variation of the Compass, or Magnetical Needle. Darin wurden kartografische Werke kritisiert, die der Kompassabweichung nicht Rechnung tragen. Andere Berichte meinen, er hätte die Deklination im Garten seines Hauses in London entdeckt.

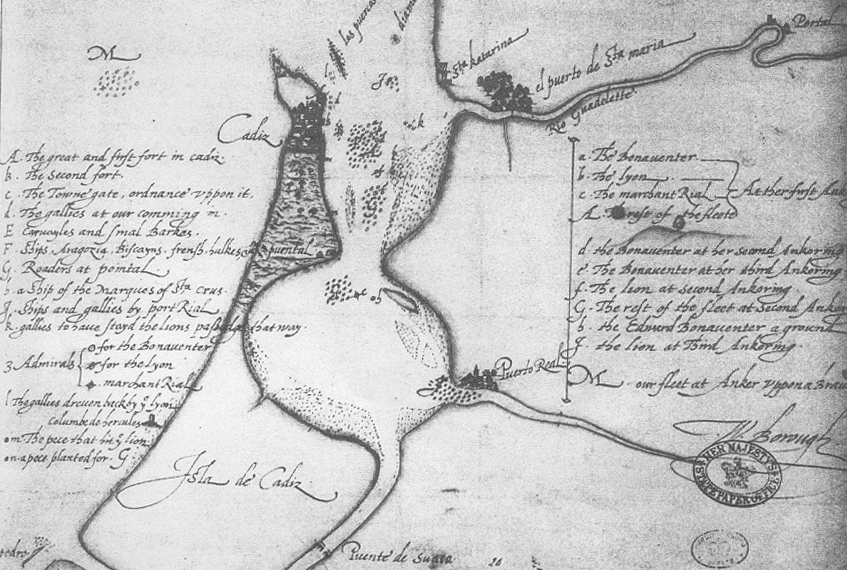
Karte von William Borough, die das Handeln von Francis Drake in Cadiz 1587 zeigt

Um 1580 traten die Brüder in den Dienst der Krone ein. Borough war zunächst in der Verwaltung der Marine tätig. Im Jahr 1583 bekämpfte er erfolgreich einige Piratenschiffe. Im Jahr 1586 nahm er während des englisch-spanischen Krieges mit John Hawkins an einem wenig erfolgreichen Freibeuterunternehmen an die spanische Küste teil.
Im Jahr 1587 war er neben Francis Drake Befehlshaber beim Überfall auf Cádiz mit dem Ziel die spanischen Invasionsvorbereitungen zu stören. Sein Flaggschiff war die Golden Lion, eines der neu erbauten Kriegsschiffe der Flotte. Vor Cádiz griff Drake, ohne mit Borough Kriegsrat zu halten, sofort an. Dieses Vorgehen hat Borough später kritisiert, auch wenn Drake damit Erfolg hatte.
Nach der Zerstörung der spanischen Flotte nahmen die Engländer Sagres ein, um sich dort einen Stützpunkt zu schaffen. Auch diese Maßnahmen waren nicht mit Borough abgestimmt. Es kam zwischen den beiden Kommandeuren zum Streit und Drake ließ Borough auf seinem Schiff festsetzen. Als die Besatzung sich dagegen auflehnte, ließ Drake ihn durch ein Kriegsgericht bei Abwesenheit wegen Meuterei und Desertion zum Tode verurteilen.
Nach der Rückkehr der Flotte nach England wurde durch Admiral Charles Howard, 1. Earl of Nottingham das Urteil aufgehoben und Borough wieder in die Kommandogewalt auf seinem Schiff eingesetzt. Um weitere Konflikte mit Drake zu vermeiden, wurde er zur Unterstützungsflotte im Bereich der Themse versetzt. Dort war er auch während des Invasionsversuchs durch die spanische Armada 1588 noch stationiert.
Im Jahr 1589 half er bei der Vorbereitung von Martin Frobishers Unternehmen gegen die Azoren und der englischen Armada gegen Portugal, ohne ein eigenständiges Kommando zu bekommen. In den letzten zehn Jahren seines Lebens tat er sich nicht weiter hervor.